# Колшево (Ивановская область)
Колшево — село в Заволжском районе Ивановской области, административный центр Дмитриевского сельского поселения.

## География
Село расположено на берегу реки Покша в 34 км на северо-запад от районного центра Заволжска. 

## История
В XVI—XVII веках по административно-территориальному делению село входило в Костромской уезд в Дуплехов стан. В 1628 году упоминается церковь «Введение Пречистые Богородицы в селе Колшеве Ипатскаго монастыря». В марте 1562 года сотная с книг письма Василья Ивановича Наумова да Иная Ивановича Ордынцова с товарищи, Ипатского монастыря село Колшово, а в нём церковь Введенье Пресв. Богородицы, двор монастырской, двор попов, 2 кельи проскурницы и пономаря, 6 дворов крестьянских. В 1678 году «в селе Колшеве церковь Введение Пресв. Богородицы древяная шатровая, а другая церковь древяная теплая св. пророка Илии, да Николая чуд., а в них иконы и книги и колокола мирское строение, в селе во дворах поп Иосиф Никифоров, вдовой поп Антон Ануфриев, у него сын дьякон Федор, поп Борис Афонасьев, пономарь Ермолка Афонасьев, просвирня Акилинка Никифорова, двор монастырской». В октябре 1722 года «запечатан указ о строении церкви по челобитью села Колшева старосты Ивана Демидова с крестьяны, велено им в том их селе подле настоящей церкви построить вновь теплую церковь во имя св. прор. Илии да в приделе Николая чудотворца».
Каменная Введенская церковь в селе с такой же колокольней построена в 1763 году на средства прихожан. Ограда каменная. В Введенском храме было три престола: в честь Введения во храм Пресвятой Богородицы, прор. Илии и святит. Николая Чудотворца. На кладбище в 0,5 км от каменной имелась деревянная однопрестольная церковь на каменном фундаменте в честь Смоленской иконы Божией Матери, построена в 1864 году на средства прихожан.
В конце XIX — начале XX века село являлось центром Колшевской волости Кинешемского уезда Костромской губернии, с 1918 года — в составе Иваново-Вознесенской губернии.
С 1929 года село являлось центром Колшевского сельсовета Кинешемского района Ивановской области, с 1935 года — в составе Наволокского района, с 1958 года — в составе Заволжского района, с 2005 года — центр Дмитриевского сельского поселения.

## Население
| 1872 | 1897 | 2002 | 2010 |
| ---- | ---- | ---- | ---- |
| 357  | ↗452 | ↗497 | ↘453 |

## Инфраструктура
В селе имеются Колшевская основная общеобразовательная школа, дом культуры, фельдшерско-акушерский пункт, отделение почтовой связи.
Приход села Колшева окормляет духовно-просветительский центр «Истоки» при Колшевской школе для детей социальных сирот и детей, которым трудно даётся учёба.

## Достопримечательности
В селе расположена недействующая Церковь Введения во храм Пресвятой Богородицы 1763 года.